# Famous Five
A Famous Five, a finn Lordi nevű heavy metál együttes 2008-ban megjelent EP-je. A lemezre azok a 2002-2006 közötti felvételek kerültek fel, amelyek a legnagyobb sikerei a Lordinak. A hanganyag a Drakkar, valamint a Sony BMG gondozásában került a boltokba.

## Tartalma
1. Hard Rock Hallelujah (Eurovision Radio Edit)
2. Who’s Your Daddy?
3. Bringing Back the Balls to Rock
4. Would You Love a Monsterman?
5. Blood Red Sandman

## Közreműködők
- Mr. Lordi (ének)
- Amen (szólógitár)
- Kita (dobok)
- Kalma (basszusgitár az 1., 3., 5. felvételeknél)
- Magnum (basszusgitár a 4. felvételnél)
- Awa (billentyűs hangszerek az 1-3. felvételeknél)
- Enary (billentyűs hangszerek a 4-5. felvételeknél)